# ويليام براندون
ويليام براندون (بالإنجليزية: William Brandon)‏ هو مؤرخ أمريكي، ولد في 21 سبتمبر 1914، وتوفي في 11 أبريل 2002.